# 1982 год в СССР

## Январь

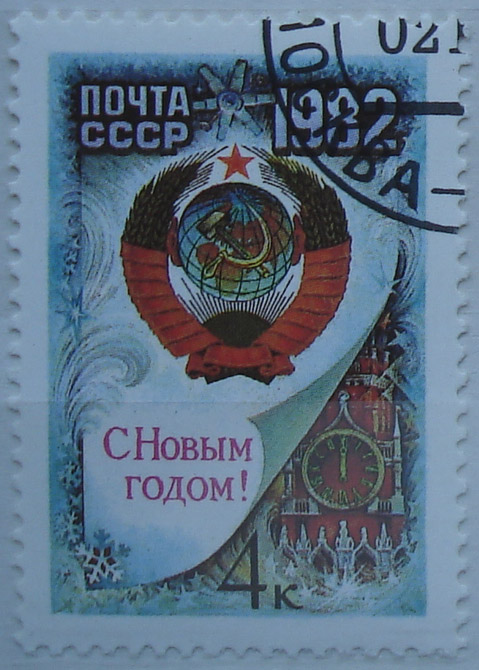
Почтовая марка СССР, 1982 год

- 7 января — Катастрофа Let L-410 под Геленджиком.[1][2]
- 11 января — В Брюсселе состоялась сессия Совета НАТО, посвящённая обсуждению «положения в Польше». В коммюнике содержались обвинения в адрес ПНР и СССР.
- 24 января — Президент Египта Хосни Мубарак заявляет о приверженности политике неприсоединения и просит помощи у СССР в индустриализации страны.
- 25 января — Смерть Суслова[3].

## Февраль
- 5 февраля — Великобритания ввела экономические санкции против СССР в ответ на введение военного положения в Польше.

## Март
- 1 марта — советский спускаемый аппарат «Венера-13» совершает посадку на планете Венера
- 4 марта — завершено строительство Навоийской ГРЭС в Узбекистане, СССР.

## Апрель
- 2 апреля — В СССР газета «Известия» сообщает, что советские учёные А. С. Монин и Г. И. Баренблатт раскрыли загадку неопознанных летающих объектов, объяснив их атмосферными явлениями
- 7 апреля — В СССР публикуется нота протеста Советского правительства правительству США против обвинений в применении химического оружия в Лаосе, Кампучии и Афганистане.
- 12 апреля — В газете «Комсомольская правда» опубликована статья «Рагу из синей птицы», содержащая критику творчества группы «Машина времени» и рок-музыки в целом.[4]
- 24 апреля — Авария Ан-12 в Новом Уренгое.[5]
- 29 апреля — Сборная СССР 18-й раз выиграла Чемпионат мира по Хоккею в Хельсинки.

## Май
- c 4 по 10 мая — 11 участников советской экспедиции на Эверест поднялись на вершину.
- 13 мая — С космодрома Байконур осуществлён запуск советского пилотируемого космического корабля Союз Т-5, приземление 27 августа 1982 года. Экипаж старта — Березовой А. Н., Лебедев В. В., приземление 10 декабря 1982 года.[6]
- 24 мая
  - Председатель КГБ СССР Ю. В. Андропов назначен Секретарём ЦК КПСС.
  - В СССР принята Продовольственная программа. Автором программы называли Михаила Горбачёва, курировавшего тогда в Политбюро вопросы сельского хозяйства.

## Июнь
- 4 июня — В СССР произведён запуск искусственного спутника земли «Космос—1374» БОР (беспилотный орбитальный ракетоплан).
- 17 июня — Катастрофа Ту-134 под Североморском.
- 28 июня — катастрофа Як-42 Аэрофлота под Наровлей (Белорусская ССР). Погибли 132 человека. Причиной катастрофы признано разрушение механизма горизонтального стабилизатора из-за нарушения технологии изготовления, повлекшей повышенный износ привода.

## Июль
- 6 июля — Катастрофа Ил-62 под Солнечногорском. Погибли все 90 человек на борту.
- 15 июля
  - В Великобритании арестован советский шпион Джеффри Прайм.
  - В Москве подписано соглашение об оказании СССР содействия в строительстве объектов в Кампучии.
- 27 июля — премьер-министр Гренады Морис Бишоп подписал в Москве ряд соглашений с СССР, в том числе о сотрудничестве между партией Новое движение ДЖУЭЛ и КПСС.

## Август
- 14 августа
  - Катастрофа Як-40 под Базарными Матаками.
  - Столкновение в аэропорту Сухуми самолётов Ту-134 и Let L-410, погибли 11 человек.
- 19 августа — с космодрома Байконур осуществлён запуск советского пилотируемого космического корабля Союз Т-7, приземление 10 декабря 1982 года. Экипаж старта — Попов Л. И., Серебров А. А. и Савицкая С. Е., приземление 27 августа 1982 года.
- 21 августа — Крушения поездов в Черкасской области

## Сентябрь
- 5 сентября — впервые проведена советско-американская телевизионная программа с использованием космических средств связи (телемост) — диалог музыкальных коллективов.
- 29 сентября — Катастрофа Ил-62 в Люксембурге.

## Октябрь
- 4 октября — Ядерный взрыв на Таймыре
- 20 октября — произошла трагедия в Лужниках: в давке погибли 66 человек

## Ноябрь
- 10 ноября — Умер Леонид Брежнев, Генеральный секретарь ЦК КПСС.
- 12 ноября — после смерти Леонида Брежнева (10 ноября) Генеральным секретарём ЦК КПСС избран Юрий Андропов, бывший председатель КГБ СССР.
- 16 ноября 
  - Впервые с 1969 года в Москве начинаются советско-китайские переговоры.
  - Катастрофа Ан-12 под Ивановом, 7 погибших.
- 20 ноября — Трагедия после хоккейного матча в Хабаровске.
- 29 ноября — Афганская война: Генеральная Ассамблея ООН приняла резолюцию № 37, согласно которой СССР должен вывести войска из Афганистана.

## Декабрь
- 23 декабря — Катастрофа Ан-26 в Ростове-на-Дону.[7]
- 24 декабря — совершил первый полёт самый большой серийный грузовой самолёт в мире Ан-124 Руслан.